# 褐首裸胸鱔
褐首裸胸鱔，又稱丫環裸胸鯙、錢鰻、薯鰻、虎鰻，為輻鰭魚綱鰻鱺目鯙亞目鯙科的其中一種，分布於太平洋區的日本南部及夏威夷群島等海域，棲息深度120-185公尺，體長可達89公分，為底棲性魚類，屬肉食性，生活習性不明。

## 擴展閱讀
維基物種上的相關：褐首裸胸鱔